# Brian Paldan Jensen
Brian Paldan Jensen (Nørrebro, 8 giugno 1975) è un ex calciatore danese, di ruolo portiere.